# Forel (Fribourg)
Pour les articles homonymes, voir Forel.
Forel (Fori  en patois fribourgeois) est une localité et une ancienne commune suisse du canton de Fribourg, située dans le district de la Broye.

## Histoire
Situé sur une falaise surplombant le lac de Neuchâtel, le site sur lequel se trouve le village de Forel est occupé depuis le néolithique comme en témoignent deux stations lacustres découvertes sur place. Le village, érigé en seigneurie en 1594, fait partie du bailliage d'Estavayer dès 1536, puis du district homonyme de 1798 à 1848 date à laquelle il est, avec le hameau des Planches, constitué en commune.
Le 1er janvier 2006, elle fusionne avec ses voisines d'Autavaux et de Montbrelloz pour former la commune de Vernay. Celle-ci va à son tour fusionner le 1er janvier 2017 avec Bussy, Estavayer-le-Lac, Morens, Murist, Rueyres-les-Prés et Vuissens pour former la nouvelle commune d'Estavayer.